# Niclas Pieczkowski
Niclas Pieczkowski, né le 28 décembre 1989 à Hagen, est un handballeur allemand évoluant aux postes de demi-centre.
Il est notamment champion d'Europe 2016 avec l'équipe nationale d'Allemagne.

## Palmarès

### En équipe nationale
- Médaille d'or au Championnat d'Europe 2016